# WWE Hell in a Cell (2017)
WWE Hell in a Cell 2017 war eine Wrestling-Veranstaltung der WWE, die als Pay-per-View und auf dem WWE Network ausgestrahlt wurde. Sie fand am 8. Oktober 2017 in der Little Caesars Arena in Detroit, Michigan, Vereinigte Staaten statt. Es war die neunte Austragung von Hell in a Cell seit der Premiere 2009. Zum ersten Mal wurde die Veranstaltung im US-Bundesstaat Michigan ausgetragen.

## Hintergrund
Im Vorfeld der Veranstaltung wurden acht Matches angesetzt, davon eines für die Pre-Show. Diese resultierten aus den Storylines, die in den Wochen vor Backlash bei SmackDown Live, einer der wöchentlichen Shows der WWE, gezeigt wurden.

### Chad Gable und Shelton Benjamin gegen The Hype Bros
Nachdem Jason Jordan zu Raw gewechselt war, um eine Storyline mit Kurt Angle zu starten, wurde das Tag Team American Alpha, das Jordan gemeinsam mit Chad Gable gebildet hatte, getrennt. Am 22. August 2017 wurde der zur WWE zurückkehrende Shelton Benjamin als Gables neuer Partner vorgestellt. Dieser war zuletzt im Jahr 2010 für die WWE aktiv gewesen, eine seit August 2016 geplante Rückkehr scheiterte an einer realen Schulterverletzung Benjamins.
Am 29. August 2017 bestritten Benjamin und Gable ihr erstes gemeinsames Match und besiegten The Ascension (Konnor und Viktor). Am 12. September 2017 folgte ein weiterer Sieg gegen The Hype Bros (Mojo Rawley und Zack Ryder). Nach diesem Match kam es zu einem Handschlag zwischen Rawley, Benjamin und Gable, den Ryder jedoch verweigerte. Am 3. Oktober 2017 wurde bekannt gegeben, dass es in der Pre-Show von Hell in a Cell ein Rückmatch der beiden Teams geben wird.

### The New Day gegen The Usos

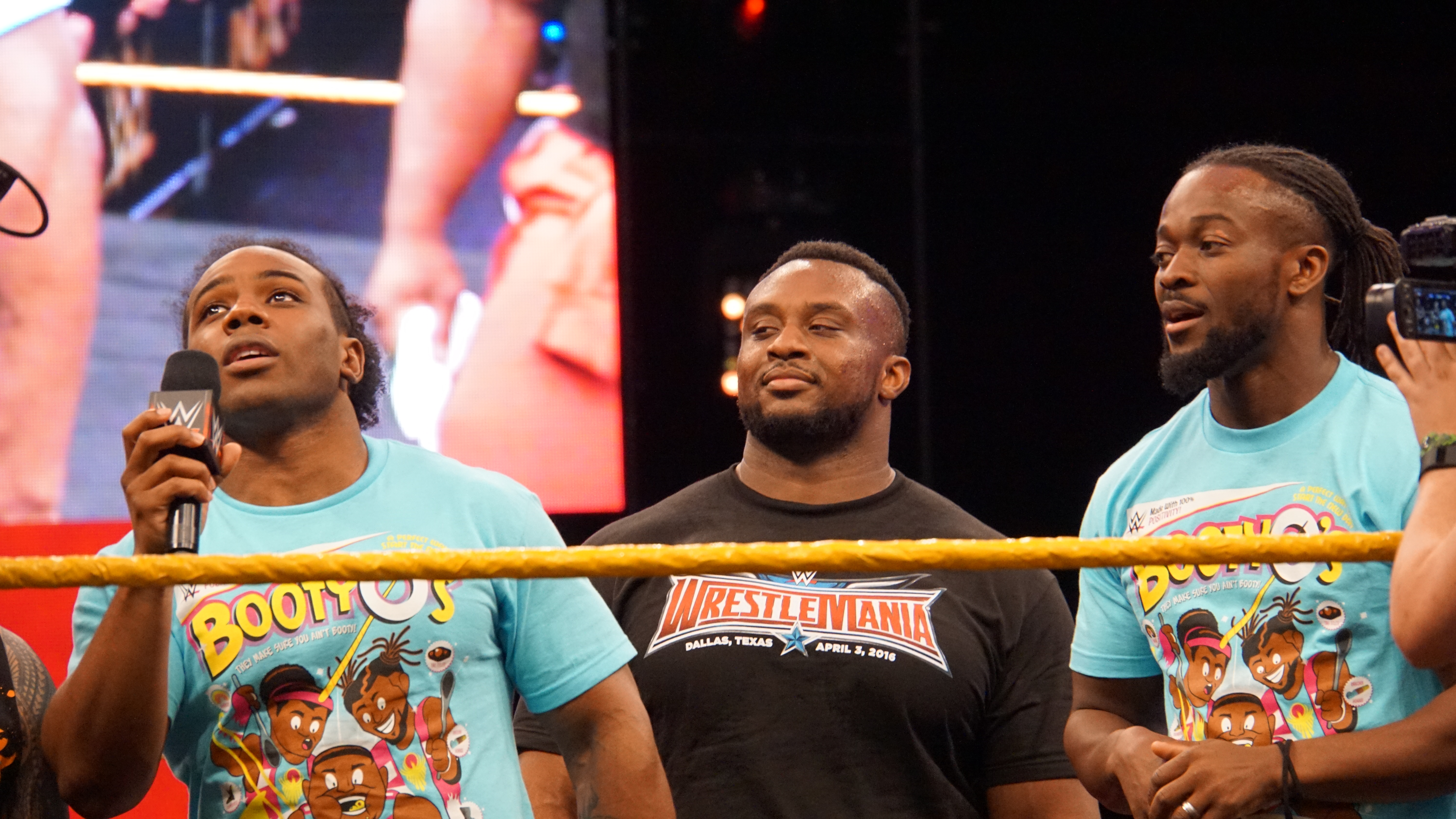
The New Day (von links nach rechts: Xavier Woods, Big E und Kofi Kingston) Anfang April 2016

Beim SummerSlam am 20. August 2017 gewannen The Usos (bestehend aus Jey Uso und Jimmy Uso) die WWE SmackDown Tag Team Championship von The New Day (Big E und Xavier Woods mit Kofi Kingston). Am 12. September 2017 kam es bei SmackDown Live zu einem Rückmatch der beiden Teams in Form eines Street Fights, in dem The New Day die Titel zurückeroberten.
Eine Woche später wurde ein weiteres, finales Titelmatch zwischen beiden Teams für Hell in a Cell bekannt gegeben. Am 26. September 2017 wurde das Match zu einem Hell-in-a-Cell-Match gemacht. Am 3. Oktober 2017 kam es zu einem verbalen Duell beider Teams.

### Randy Orton gegen Rusev
Ebenfalls beim SummerSlam durfte Randy Orton seinen Rivalen Rusev innerhalb von zehn Sekunden besiegen. Am 19. September 2017 kam es bei SmackDown Live zu einem Rückmatch der beiden, in dem wiederum Rusev Orton innerhalb kürzester Zeit besiegte. Orton selbst hatte an demselben Abend jedoch zuvor bereits ein – erfolgreiches – Match gegen Aiden English absolviert.
Am 26. September 2017 feierten Rusev und English diesen Sieg über Orton, woraufhin sie von diesem attackiert wurden. Daher wurde ein weiteres Match zwischen Orton und Rusev für Hell in a Cell angesetzt. In der letzten SmackDown Live-Episode vor Hell in a Cell besiegte Orton Aiden English.

### AJ Styles, Baron Corbin und Tye Dillinger in einem Triple-Threat-Match

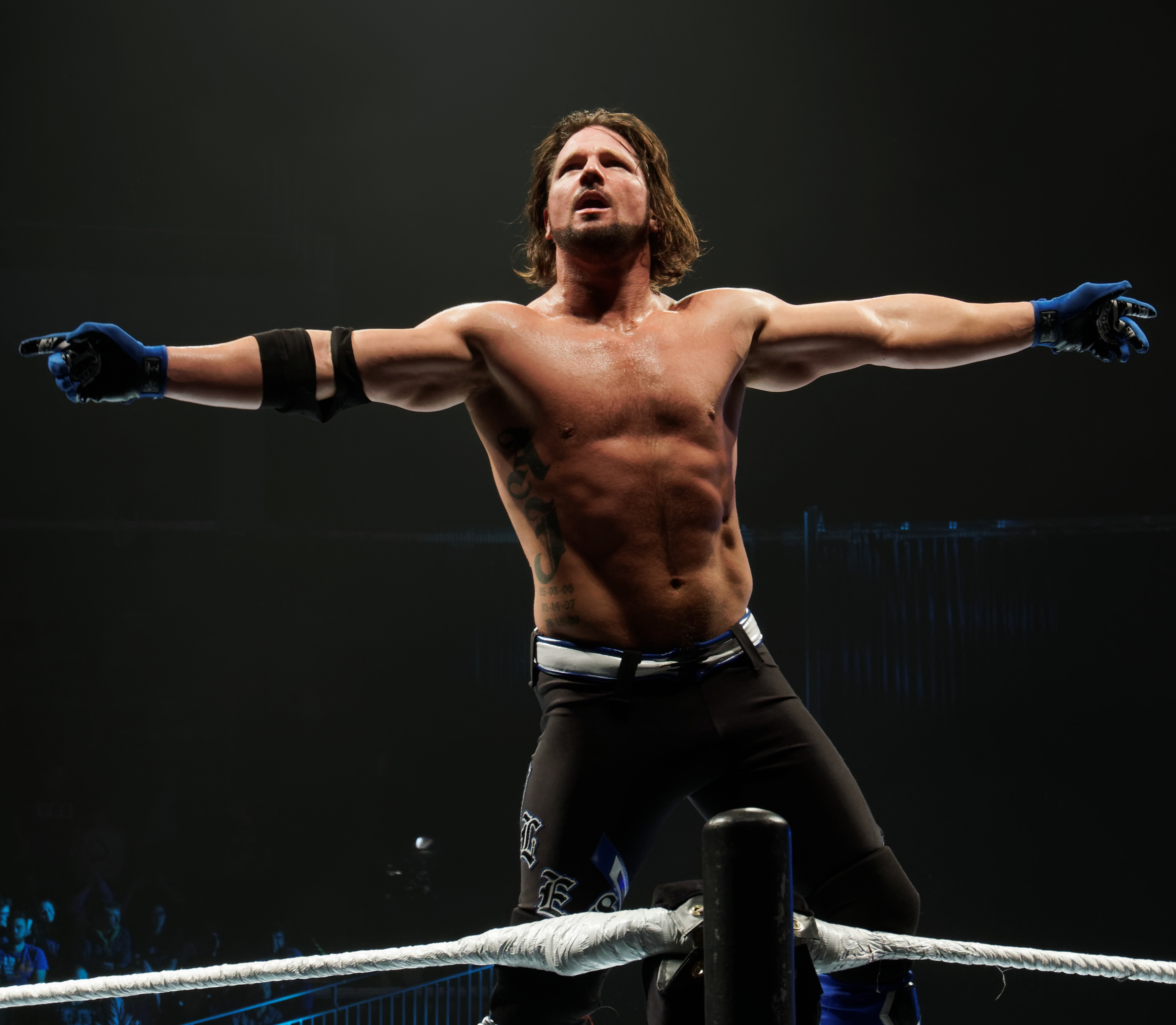
AJ Styles im April 2016

Nach dem Ende seiner Fehde gegen Kevin Owens sprach AJ Styles, Träger der WWE United States Championship, am 29. August 2017 bei SmackDown Live eine Open Challenge an alle Mitglieder des Rosters aus, die um seinen Titel antreten wollten. Diese wurde von Tye Dillinger beantwortet, zu Ungunsten von Baron Corbin, der die Herausforderung ebenfalls annehmen wollte. Nach dem Match startete er einen Angriff gegen Dillinger, wurde aber vom siegreichen Styles abgewehrt.
In der darauffolgenden Woche besiegte Corbin Dillinger in einem Einzelmatch. Am 12. September 2017 kam es zu einem erneuten Titelmatch zwischen Styles und Dillinger. Corbin wollte eingreifen, was Styles jedoch mit einem Phenomenal Forearm verhinderte und anschließend das Match gewann. Nach dem Match attackierte Corbin beide Teilnehmer. In der Folgewoche sollte es zum Match zwischen Styles und Corbin um den Titel kommen, was jedoch durch eine Attacke von Corbin auf seinen Gegner und von Dillinger auf Corbin selbst nicht zustande kam.
Am 26. September 2017 wurde ein Match um den Titel zwischen Styles und Corbin bei Hell in a Cell angesetzt. In der finalen SmackDown Live-Ausgabe vor der Veranstaltung besiegte Dillinger Corbin in einem weiteren Einzelmatch. Zum Titelmatch wurde Dillinger erst bei Hell in a Cell selbst zugefügt.

### Natalya gegen Charlotte Flair
Nachdem Natalya ihrer Gegnerin Naomi beim SummerSlam die WWE SmackDown Women’s Championship abgenommen und den Titel in einem Rückmatch gegen diese bei der Ausgabe von SmackDown Live am 12. September 2017 verteidigt hatte, unterbrach sie in der folgenden Woche die nach einer Auszeit zurückkehrende Charlotte Flair. Flair forderte sie umgehend zu einem Titel-Match heraus, jedoch wurde zunächst ein Fatal-Four-Way-Match zwischen ihr, Becky Lynch, Naomi und Tamina angesetzt, um eine Herausforderin auf den Titel bei Hell in a Cell zu bestimmen. Dieses Match gewann Flair.
Charlotte Flair durfte am 26. September 2017 Carmella in einem Einzelmatch besiegen, woraufhin sie von Natalya konfrontiert und provoziert wurde. Eine Woche später traten Carmella und Natalya auf der einen gegen Flair und Becky Lynch auf der anderen Seite an. Hierbei zwang Natalya Flair in ihrem Sharpshooter zur Aufgabe.

### Jinder Mahal gegen Shinsuke Nakamura

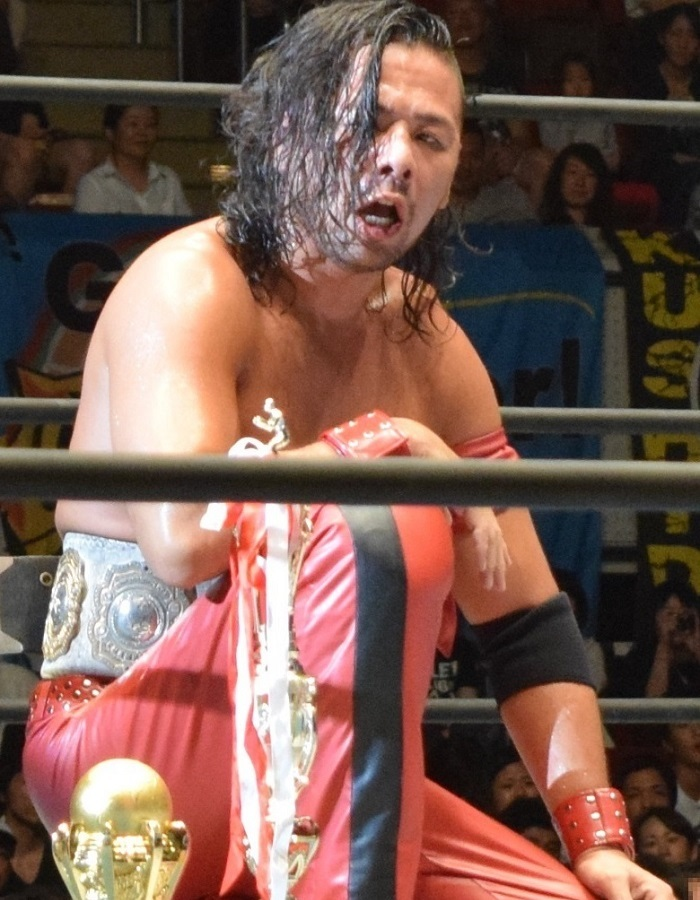
Shinsuke Nakamura im Jahr 2015

Beim SummerSlam am 20. August 2017 besiegte Jinder Mahal seinen Rivalen Shinsuke Nakamura und verteidigte damit erfolgreich seine WWE Championship, nachdem Mahals Verbündete The Singh Brothers (Samir Singh und Sunil Singh) zu dessen Gunsten in das Match eingegriffen hatten. Bei der folgenden Episode von SmackDown Live zwei Tage später gewann Nakamura ein 2-gegen-1-Handicap-Match gegen diese. Anschließend wurde er von Mahal attackiert, was er jedoch abwehren konnte.
In der Ausgabe vom 29. August 2017 besiegten Nakamura und Randy Orton Mahal und Rusev in einem Tag-Team-Match. Nach dem Match attackierte Orton seinen Partner und für die folgende Woche wurde ein Match zwischen ihm und Nakamura angesetzt, dessen Sieger den Titelträger Mahal bei Hell in a Cell um die WWE Championship herausfordern sollte. Nakamura gewann auch dieses Match. In den folgenden zwei Wochen machten sich Mahal und The Singh Brothers mehrfach über Nakamura und dessen Aussehen lustig, worauf Nakamura antwortete, dass keiner mehr lachen werde, wenn er bei Hell in a Cell die WWE Championship gewinne.
Am 26. September 2017 attackierte Nakamura seinen Rivalen und dessen Verbündete. In der folgenden Woche wurde wiederum er selbst von diesen angegriffen.

### Dolph Ziggler gegen Bobby Roode
Dolph Ziggler ahmte über mehrere Wochen bei SmackDown Live die Einzüge anderer Wrestler nach. Hintergrund war, dass Ziggler in seiner Rolle als Heel den Zuschauern zeigen wollte, dass sie sich mehr für besondere Einzüge anstelle guter Leistungen im Ring interessieren würden, und, dass er der beste Wrestler der WWE sei. Am 26. September 2017 wurde er vom im Hauptroster debütierenden Bobby Roode konfrontiert, der Ziggler zu einem Match bei Hell in a Cell herausforderte, was dieser akzeptierte.
Am 3. Oktober 2017, nachdem Roode Mike Kanellis besiegt hatte, kam Ziggler heraus, gratulierte Roode zum Sieg, erklärte jedoch gleichzeitig, dass Roode nur aus Show bestehe und, dass er dies bei Hell in a Cell beweisen werde.

### Kevin Owens gegen Shane McMahon
Beim SummerSlam übernahm der Commissioner von SmackDown Live Shane McMahon im Match um die WWE United States Championship zwischen Titelträger AJ Styles und dessen Herausforderer Kevin Owens die Rolle des Special Referees. Während des Matches griff der frustrierte Owens McMahon an, der sich wehrte und damit Styles die Titelverteidigung ermöglichte. In der folgenden Ausgabe von SmackDown Live erhielt Owens eine letzte Chance, den Titel zu gewinnen und durfte auch einen Ringrichter aussuchen. Er wählte Baron Corbin. Während des Matches verließ dieser jedoch den Ring, sodass erneut McMahon selbst diese Aufgabe übernahm. Styles zog auch diesmal einen Vorteil daraus und besiegte Owens.
Zwei Wochen später attackierte McMahon Owens, nachdem dieser – trotz Warnung – schlecht über dessen Kinder geredet hatte. Aus diesem Grund wurde McMahon auf Anordnung des Chairmans Vince McMahon, zugleich sein Vater, im Rahmen der Storyline suspendiert. Wiederum eine Woche später setzte Vince McMahon ein Hell-in-a-Cell-Match zwischen seinem Sohn und Owens bei der gleichnamigen Veranstaltung an. Anschließend wurde er von Owens attackiert. In den folgenden Wochen kam es zu mehrfachen Konfrontationen zwischen den beiden.
Am 26. September 2017 traf Owens in einem Match auf seinen Erzrivalen Sami Zayn, welches er nach einer Apron Powerbomb durch Ringrichterentscheid gewann. Anschließend, nach weiteren Attacken von Owens gegen Zayn, kam McMahon Letzterem zu Hilfe. In der letzten Episode vor Hell in a Cell fügte Shane McMahon seinem Match gegen Owens eine Falls-count-anywhere-Stipulation hinzu. Daraufhin wurde er erneut von Owens attackiert.

## Veranstaltung
| Funktion                        | Name              |
| ------------------------------- | ----------------- |
| Englischsprachige Kommentatoren | Byron Saxton      |
| Englischsprachige Kommentatoren | Corey Graves      |
| Englischsprachige Kommentatoren | Tom Phillips      |
| Spanischsprachige Kommentatoren | Carlos Cabrera    |
| Spanischsprachige Kommentatoren | Marcelo Rodríguez |
| Deutschsprachige Kommentatoren  | Calvin Knie       |
| Deutschsprachige Kommentatoren  | Tim Haber         |
| Ringsprecher                    | Greg Hamilton     |
| Ringrichter                     | Charles Robinson  |
| Ringrichter                     | Dan Engler        |
| Ringrichter                     | Jason Ayers       |
| Ringrichter                     | Mike Chioda       |
| Ringrichter                     | Ryan Tran         |
| Backstage-Reporter              | Dasha Fuentes     |
| Backstage-Reporter              | Kayla Braxton     |
| Pre-Show                        | David Otunga      |
| Pre-Show                        | Peter Rosenberg   |
| Pre-Show                        | Renee Young       |

### Pre-Show
Während der Pre-Show wurde Tye Dillinger von General Manager Daniel Bryan dem Match um die WWE United States Championship zwischen Titelträger AJ Styles und dessen Herausforderer Baron Corbin hinzugefügt.
Ebenfalls in der Pre-Show trafen Chad Gable und Shelton Benjamin auf The Hype Bros (Mojo Rawley und Zack Ryder). Am Ende, nach einem missglückten Versuch, den Hype Ryder an Benjamin zu zeigen, diskutierten Ryder und Rawley miteinander, woraus ihre Kontrahenten einen Vorteil zogen und eine Kombination aus Blockbuster (Gable) und Sit-out Powerbomb (Benjamin) zeigten, was ihnen den Sieg einbrachte.

### Pay-per-View
Der Pay-per-View wurde mit dem Hell-in-a-Cell-Match um die WWE SmackDown Tag Team Championship zwischen The Usos (Jey Uso und Jimmy Uso) und den Titelträgern The New Day (bestehend aus Big E und Xavier Woods, Kofi Kingston nahm nicht direkt am Match teil, sondern stand außerhalb des Käfigs) eröffnet. Am Ende zeigten The Usos einen Double Samoan Splash gegen Woods und gewannen die Titel zum dritten Mal. Es war das erste Mal in der Geschichte der WWE, dass Tag-Team-Titel im Hell in a Cell ausgefochten wurden.
Als Nächstes traf Randy Orton auf Rusev. Orton gewann durch Pinfall nach dem RKO. Anschließend verteidigte AJ Styles seine WWE United States Championship im Triple-Threat-Match gegen Baron Corbin und Tye Dillinger. Nachdem Styles einen Phenomenal Forearm gegen Dillinger zeigte, beförderte Corbin ihn aus dem Ring, pinnte Dillinger und gewann damit den Titel.
Wiederum anschließend kam es zum Match um die WWE SmackDown Women’s Championship zwischen Natalya und Charlotte Flair. Flair gewann durch Disqualifikation, nachdem Natalya Stühle als Waffe gegen sie eingesetzt hatte, wodurch jedoch der Titel bei ihr blieb.
Später verteidigte Jinder Mahal die WWE Championship gegen Shinsuke Nakamura. Nach einem Eingriff von The Singh Brother (Samir Singh und Sunil Singh) wurden diese vom Ringrichter der Halle verwiesen. Trotzdem konnte Mahal Nakamura letztendlich besiegen. Im nächsten Match besiegte Bobby Roode seinen Gegner Dolph Ziggler durch Pinfall nach einem verbotenen Griff an die Hose Zigglers. Nach dem Match wurde er von diesem mit einem Zig Zag attackiert.

### Main Event

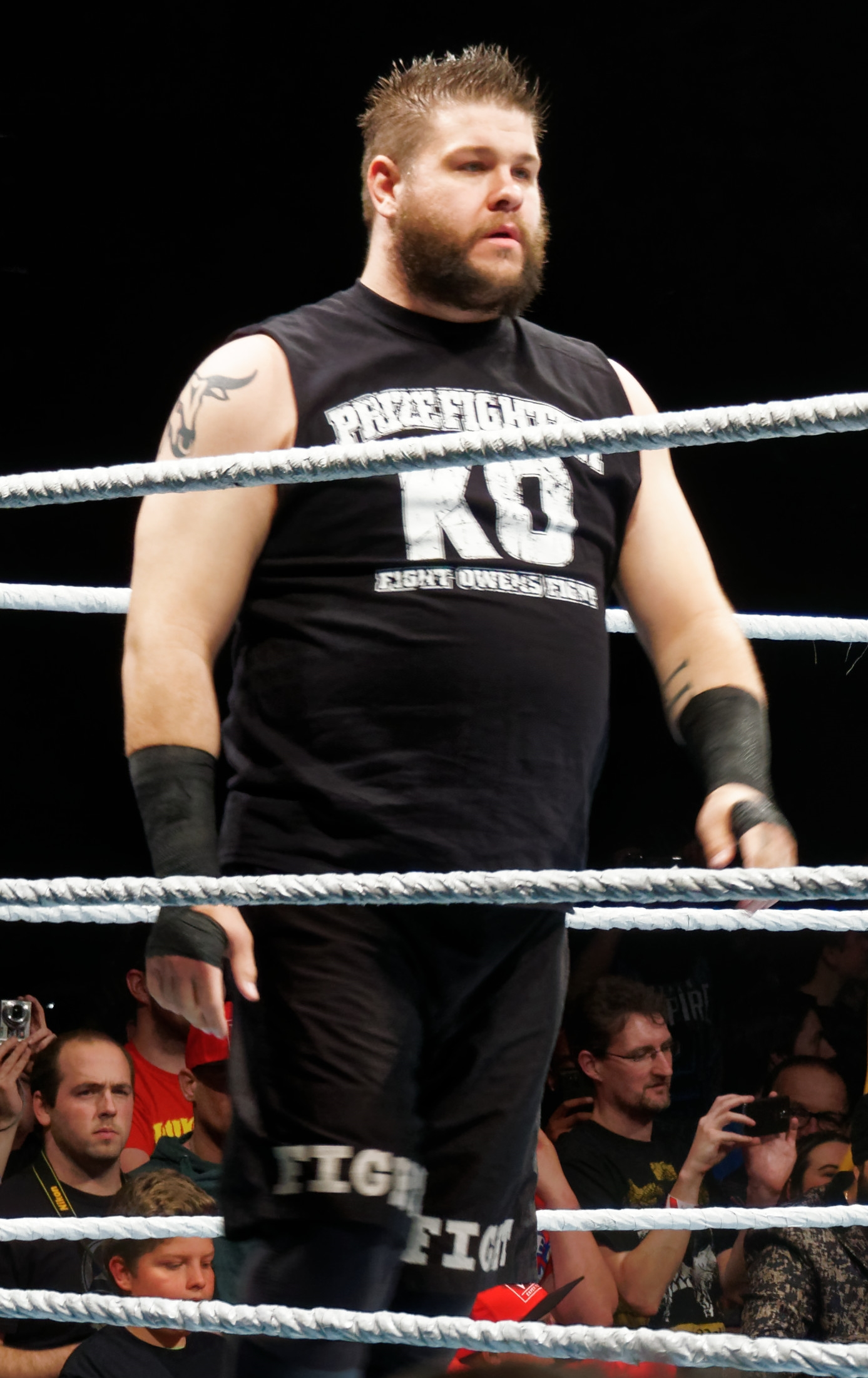
Kevin Owens im April 2016

Im Main Event der Veranstaltung trafen Kevin Owens und Shane McMahon in einem Falls-count-anywhere-Hell-in-a-Cell-Match aufeinander. Noch bevor Owens in den Ring kommen konnte, wurde er von McMahon angegriffen. Beide stiegen anschließend in den Käfig, der geschlossen wurde.
Im weiteren Verlauf des Matches brachen die beiden durch eine Außenwand des Käfigs und kletterten auf dessen Dach, wo sie ihr Match fortsetzten. In weiterer Folge versuchte Owens zu fliehen, indem er den Käfig wieder herunter kletterte, wurde jedoch von McMahon verfolgt. Anschließend fiel Owens von etwa halber Höhe des Käfigs durch eines der Kommentatorenpulte am Käfig. Daraufhin platzierte McMahon seinen Gegner auf einem anderen Kommentatorenpult und wollte einen Leap of Faith, einen Sprung vom Käfigdach auf seinen Kontrahenten zeigen. Dies wurde jedoch von Sami Zayn verhindert, der Owens im letzten Moment vom Pult zog, weshalb McMahon selbst durch diesen fiel. Abschließend verhalf der damit zum Heel geturnte Zayn seinem ehemaligen Rivalen Owens zum Sieg.

## Nach der Veranstaltung
In der auf Hell in a Cell folgenden Episode von SmackDown Live dankte Kevin Owens Sami Zayn für seine Hilfe. Zayn erklärte sein Handeln damit, dass er es leid gewesen sei, seit er zum als „Land of opportunity“ (deutsch „Land der Möglichkeiten“) gewechselt sei, jedoch nie seine Möglichkeiten erhalten habe. Er verstehe, dass Commissioner Shane McMahon eine vielbeschäftigte Person sei, jedoch habe er gemerkt, dass dieser sich nur um sich selbst sorge und daher habe er Owens geholfen. Er versicherte, dass Owens die ganze Zeit über, während ihrer früheren Freundschaft und ihrer späteren erbitterten Rivalität, immer sein „Bruder“ geblieben sei. Abschließend dankte er Owens.
Zudem kam es zum verbalen Aufeinandertreffen zwischen The Usos (Jey Uso und Jimmy Uso) und The New Day (Big E, Kofi Kingston und Xavier Woods), in dem sich beide Teams gegenseitigen Respekt aussprachen. Dabei wurden sie von The Ascension (Konnor und Viktor), Breezango (Fandango und Tyler Breeze), The Hype Bros (Mojo Rawley und Zack Ryder) sowie dem Team von Chad Gable und Shelton Benjamin unterbrochen, zwischen denen in der Folge ein Fatal-Four-Way-Match angesetzt wurde, dass Gable und Benjamin gewannen und damit neue Herausforderer auf die WWE SmackDown Tag Team Championship von The Usos wurden.
Auch wurde die Trägerin der WWE SmackDown Women’s Championship Natalya zunächst von Tamina, Lana und Carmella konfrontiert und anschließend von Charlotte Flair attackiert. Becky Lynch und Naomi kamen Flair zu Hilfe, ehe die Attacke durch einige Ringrichter unterbunden wurde.
An demselben Abend besiegten Shinsuke Nakamura und Randy Orton Rusev und Aiden English in einem Tag-Team-Match. Zudem verlor AJ Styles ein Rückmatch gegen Baron Corbin um die WWE United States Championship.
Am 17. Oktober 2017 gab es ein Rückmatch zwischen Dolph Ziggler und Bobby Roode, das Ziggler auf ähnlich unfaire Weise gewann, wie Roode bei Hell in a Cell. Jinder Mahal, Titelträger der WWE Championship, forderte sein Pendant bei Raw, den Träger der WWE Universal Championship Brock Lesnar zu einem Match bei der Survivor Series am 19. November 2017 heraus.

## Ergebnisse
| Matchart                                                                 |                                |               |                                          | Zeit  |
| ------------------------------------------------------------------------ | ------------------------------ | ------------- | ---------------------------------------- | ----- |
| Tag-Team-Match (Pre-Show-Match)                                          | Chad Gable & Shelton Benjamin  | bes.          | The Hype Bros (Mojo Rawley & Zack Ryder) | 10:03 |
| Hell-in-a-Cell-Tag-Team-Match um die WWE SmackDown Tag Team Championship | The Usos (Jey Uso & Jimmy Uso) | bes.          | The New Day (Big E & Xavier Woods) (C)   | 21:53 |
| Singles-Match                                                            | Randy Orton                    | bes.          | Rusev                                    | 11:37 |
| Triple-Threat-Match um die WWE United States Championship                | Baron Corbin                   | bes.          | AJ Styles (C) und Tye Dillinger          | 19:26 |
| Singles-Match um die WWE SmackDown Women’s Championship                  | Charlotte Flair                | bes. durch DQ | Natalya (C)                              | 13:00 |
| Singles-Match um die WWE Championship                                    | Jinder Mahal (C)               | bes.          | Shinsuke Nakamura                        | 12:32 |
| Singles-Match                                                            | Bobby Roode                    | bes.          | Dolph Ziggler                            | 12:09 |
| Hell-in-a-Cell-Match                                                     | Kevin Owens                    | bes.          | Shane McMahon                            | 41:00 |